# Poder Judicial de la República Dominicana
El Poder Judicial es uno de los tres poderes del Estado Dominicano que conforman el gobierno de la nación. Su función consiste en administrar justicia, de manera gratuita, para decidir sobre los conflictos entre personas físicas o morales, en derecho privado o público, en todo tipo de procesos, juzgando y haciendo ejecutar lo juzgado. Su ejercicio corresponde a los tribunales y juzgados determinados por la ley.
El Poder Judicial goza de autonomía funcional, administrativa y presupuestaria otorgada por la Constitución y por la Ley Núm. 46-97 del 18 de febrero de 1997, modificada por la Ley Núm. 194-04 del 28 de julio de 2004. El presupuesto del Poder Judicial, conjuntamente con el Ministerio Público, será de por lo menos un 4.10% de los ingresos internos incluyendo los ingresos adicionales y los recargos establecidos en el Presupuesto de Ingresos y Ley de Gastos Públicos, y se distribuye de la manera siguiente: un 65% corresponderá a la Suprema Corte de Justicia y un 35% al Ministerio Público.

## Símbolos de la Justicia

### Bandera del Poder Judicial
La Bandera del Poder Judicial es creación del magistrado Julio Genaro Campillo Pérez, juez de la Suprema Corte de Justicia en el período 1997-2001, enarbolada por primera vez el 23 de febrero de 1998.
Tiene forma rectangular, y se compone de tres franjas horizontales, la superior color morado obispo, representando la judicatura; la intermedia color blanco, representando a los abogados; y la inferior color azul copenhague, representando al ministerio público. En la esquina izquierda de la franja superior figura un recuadro que reproduce la bandera nacional y en el centro de la franja blanca, en color dorado, la balanza que simboliza la justicia. La bandera está en todos los palacios y edificaciones judiciales al lado de la Bandera Nacional y en las salas de audiencias de todos los tribunales del país.

### La Diosa Themis
Temis fue la diosa de la Justicia en la mitología griega. En la Ilíada, Temis aparece como asesora de Zeus, el dios de dioses. En los primeros tiempos de la humanidad se consideraba que Temis tenía la potestad de dictar sentencias a los dioses. La facultad divina de formular las sentencias, atribuida a Temis, lleva a darle a sus resoluciones el nombre de Temitas, es decir el plural del nombre de la diosa que representaba la justicia.
En conjunto representa a la justicia, con sus ojos vendados para no ver a quien le imparte justicia, como sinónimo de equidad, con la espada en la mano derecha para imponer el castigo a quien resulte culpable y la balanza en su mano izquierda significando el equilibrio y la justeza de la decisión que toma el juez o la jueza.

### Himno del Poder Judicial
El Himno del Poder Judicial es autoría de Rafael Scarfullery Sosa y su arreglo musical del Maestro Rafael Solano. Fue cantado por primera vez en el concierto “Voces de la Justicia” celebrado el 7 de diciembre de 2001 en la Casa San Pablo.

### Botón
Identifica la jerarquía del Juez y se coloca en la solapa izquierda de su traje. El color dorado para Jueces de la Suprema Corte de Justicia; borde azul para Jueces de las Cortes de Apelación y el borde negro Jueces de Primera Instancia y Jueces de Paz.

### El Mallete o Mazo
Utilizado por el juez o jueza para dejar iniciados o terminados los trabajos en las salas de audiencias, también para llamar al orden y a mantener la solemnidad en el tribunal.

### El Crucifijo
El Cristo crucificado que se encuentra en la parte central del estrado, simboliza la redención del que ha faltado a la sociedad al haber cometido un hecho por el cual está ante el Juez o Jueza.

### La Balanza de la Justicia
Simboliza el equilibrio y la prudencia. Significa que los medios de prueba serán sometidos a la justicia en igualdad de condiciones, y que se incline la balanza a favor de quien tenga la razón y el derecho.

### El Logo de la Suprema Corte de Justicia
Contiene una imagen modernizada de la balanza de la justicia sobre un fondo dorado y rodeada de círculos en los mismos colores de la Bandera Nacional.

### El Escudo Nacional
Presente en todos los documentos oficiales del Estado, está también encabezando todas las sentencias, oficios y cualquier documento que contenga una decisión judicial.

### Toga y Birrete
En las audiencias públicas los jueces, los Procuradores Generales, los Procuradores Fiscales y los abogados estarán obligados a llevar toga y birrete.
La toga es de color negro y el color de la bocamanga será como sigue: a) Para los jueces de la Suprema Corte, morado obispo;b) para los jueces de las Cortes de Apelación y equivalentes, la mitad superior, morado obispo y la otra mitad negra; c) Para los jueces de Primera Instancia y equivalentes, negra con un filete morado obispo de un cuarto de pulgada de ancho en el borde superior; d) Para los Procuradores Generales y Procuradores Fiscales, negra y azul copenhague en la forma usada por los jueces de las Cortes o Tribunales donde ejercen sus funciones; para los abogados la bocamanga será negra.
El birrete es un gorro armado en forma hexagonal, de color negro y coronado por una borla; utilizado con carácter obligatorio en las audiencias públicas por los jueces, los Procuradores Generales, los Procuradores Fiscales y los abogados. Borla morado obispo para los jueces, azul copenhague para los representantes del Ministerio Público y blanca para los abogados.

## Día del Poder Judicial
El 7 de enero de cada año se conmemora el "Día del Poder Judicial", establecido en el párrafo del artículo 40 de la Ley Núm. 327-98 sobre la Carrera Judicial del 11 de agosto de 1998.
Tradicionalmente dicho día se celebra realizando una ofrenda floral en el Altar de la Patria, misa de acción de gracias y culmina con una Audiencia Solemne en la Suprema Corte de Justicia, donde el Magistrado Presidente rinde cuentas del año anterior y presenta las metas, planes y programas del Poder Judicial.